# 高庄镇 (永城市)
高庄镇，是中华人民共和国河南省商丘市永城市下辖的一个乡镇级行政单位。

## 行政区划
高庄镇下辖以下地区：
高庄村、郭寨村、坡里村、洪楼村、练庄村、冀庄村、谢店村、车集村、程元村、闫瓦房村、邵庄村、前张村、高台村、王楼村、王庄村、大张村、葛店村、谢庄村、曹庄村、郭庄村、大厂村、单庄村、贾庄村、黄屠庄村、孙楼村、赵小厂村、蒋洼村、黄李村、申楼村、韩庄村和周庄村。